# ناتالي ويليامز
ناتالي ويليامز (بالإنجليزية: Natalie Williams)‏ مواليد 30 نوفمبر 1970، هي لاعبة كرة سلة أمريكية معتزلة أصبحت مدربة بدأت مسيرتها الاحترافية في سنة 1996. يبلغ طولها 6 قدم 2 بوصة (1.9 م). شاركت في دورة الألعاب الأولمبية الصيفية سنة 2000. اعتزلت اللعب في 2005. شاركت 4 مرات في مباراة كل النجوم.

## الميداليات
| الميدالية | المسابقة                           |
| --------- | ---------------------------------- |
| ذهبية     | الألعاب الأولمبية الصيفية 2000     |
| ذهبية     | كأس العالم لكرة السلة للسيدات 1998 |
| ذهبية     | كأس العالم لكرة السلة للسيدات 2002 |

## روابط خارجية
- ناتالي ويليامز على موقع الاتحاد الدولي لكرة السلة (الإنجليزية)
- ناتالي ويليامز على موقع الاتحاد الوطني لكرة السلة النسائية (الإنجليزية)
- ناتالي ويليامز على موقع كرة السلة الأوروبية.كوم (الإنجليزية)
- ناتالي ويليامز على موقع كلية كرة السلة في سبورتس رفرنس.كوم (الإنجليزية)
- ناتالي ويليامز على موقع بروبوليرز (الإنجليزية)
- ناتالي ويليامز على موقع قاعة مشاهير كرة السلة للسيدات (الإنجليزية)
- ناتالي ويليامز على موقع سبورتس رفرنس (الإنجليزية)
- ناتالي ويليامز على موقع سبورتس رفرنس (الإنجليزية)
- ناتالي ويليامز على موقع أوليمبيديا (الإنجليزية)